# Brécy (Cher)
Brécy – miejscowość i gmina we Francji, w Regionie Centralnym, w departamencie Cher.
Według danych na rok 1990 gminę zamieszkiwały 692 osoby, a gęstość zaludnienia wynosiła 17 osób/km² (wśród 1842 gmin Regionu Centralnego Brécy plasuje się na 549. miejscu pod względem liczby ludności, natomiast pod względem powierzchni na miejscu 164.).